# (2370) van Altena
(2370) van Altena est un astéroïde de la ceinture principale.

## Description
(2370) van Altena est un astéroïde de la ceinture principale. Il fut découvert le 10 juin 1965 à El Leoncito par Arnold R. Klemola. Il présente une orbite caractérisée par un demi-grand axe de 2,71 UA, une excentricité de 0,18 et une inclinaison de 8,3° par rapport à l'écliptique.

## Compléments